# Victor Bloch
Jørgen Victor Bloch (25. september 1812 i Lønborg Præstegård – 21. december 1892 på Frederiksberg) var en dansk præst og politiker.
Han var en søn af præsten Jørgen Bloch og Gjertrud f. Fog. Efter at have nydt den første undervisning i hjemmet blev han 1828 sat i Borgerdydskolen på Christianshavn. Da han var bleven dimitteret derfra 1829, studerede han teologi, og i 1833 blev han teologisk kandidat. Samme år blev han konstitueret lærer ved Randers lærde Skole, men allerede 1834 vendte han tilbage til København, hvor han for en afhandling om Kristi himmelfart erhvervede den teologiske licentiatgrad (1835). Derpå var han et par år konstitueret adjunkt i Horsens, men 1837 blev han kaldet til sognepræst i Borbjerg, og det følgende år blev han sin faders eftermand i Lønborg og Egvad. 1851 blev han tillige stiftsprovst for Hind, Bølling og Nørre Herreder under Ringkjøbing Amt, og, efter tidligere forgæves at have søgt valg både til Den grundlovgivende Rigsforsamling og til Folketinget (Skjernkredsen 1849), blev han i valgperioden 1855-59 landstingsmand for 11. kreds. Nogle uger efter at han var valgt til Landstinget, blev han kaldet til sognepræst i Kerteminde; 1868 blev han forflyttet til Vig og Asmindrup, og derfra tog han 1881 sin afsked for at henleve sine sidste dage i hovedstaden. 1833 ægtede han Agathe Theodorine Benedicta Thorlacius (død 1872), hvis fader havde været byskriver i Ringkjøbing.
Som landstingsmand indsendte Bloch sammen med præsterne A.E. Meinert og Karsten Friis Viborg 1856 til Kultusministeriet et forslag til lov angående en ordning af Folkekirkens forfatning (aftrykt i Dansk Kirketidende, 1856, nr. 32 f.), men det fik ingen videre betydning, og da han 1861 stillede sig til folketingsvalg i Ringkjøbing Amts 5. kreds, opnaaede han ikke at blive valgt. Som præst har han nærmest (Breve om Præstefrihed m.m., 1865; Grundtvigianismens Selvkritik, 1866) sluttet sig til den grundtvigske retning, og i flere småskrifter har han hævdet en irenisk betragtning af de konfessionelle modsætninger med stærk fremhævelse af fællesskabet om det grundkristelige og med håb om en ny pinsetid for kirken. Efter i nogle år at have virket for at samle oplyste og frisindede kristne af forskellige kirkeafdelinger til en fællesmission blandt muhammedanerne foretog han 1867 en rejse til Athen (Dansk Kirketidende, 1862, nr. 50; 1867, nr. 39) for at indlede den samvirken mellem den nordiske og græske menighed, som efter hans opfattelse var varslet i Johannes Åbenbaring (2, 9, jævnført med 3, 9). Efter hjemkomsten virkede han et par år gennem Kirkebudet for tanken om en sådan fællesmission, og ved deltagelse i den ireniske kongres i Bonn (1874) og på anden måde har han vist sin sympati for en sammenslutning af af alle kristne på fællestroens grund.
Under pseudonymet Jørgen Jørgensen udgav han 1869 To Lystspil og en Fortælling. Bloch blev Ridder af Dannebrog 1891. Han døde 21. december 1892.
Han er begravet på Vig Kirkegård.
Et portrætmaleri er i familieeje. Der findes et litografi af I.W. Tegner & Kittendorff 1861 efter fotografi og af Harald Jensen 1894.